# Präsident des Irak
Der Präsident der Republik Irak ist das Staatsoberhaupt, Symbol der Einheit des Landes und repräsentiert dessen Souveränität.

## Geschichte
Die Grundlage für sein Amt bildet die irakische Verfassung von 2005. Diese fand bei den Wahlen zum Repräsentantenrat im Dezember 2005 zum ersten Mal Anwendung. Im Anschluss wurde Dschalal Talabani zum zweiten Präsidenten nach dem Sturz von Saddam Hussein. Er löste  Ghazi al-Yawar ab. Seit den Wahlen 2018 hat Barham Salih dieses Amt inne.

## Verfassungsrechtliche Stellung seit 2005
Ein Präsidentschaftskandidat muss u. a. ein Iraker durch Geburt von irakischen Eltern, voll wahlfähig und mindestens 40 Jahre alt sein.
Seine Amtszeit ist begrenzt auf 4 Jahre und kann nur einmal für eine weitere Wahlperiode wiedergewählt werden.
Im Folgenden eine Auswahl seiner Befugnisse:
- Ratifizierung internationaler Staatsverträge und Vereinbarungen nach der Zustimmung durch den Repräsentantenrat
- Ratifizierung und Erlass von Gesetzen, die durch den Repräsentantenrat beschlossen wurden
- Aufruf, mit einem präsidialen Gesetz, an den Repräsentantenrat, innerhalb von 15 Tagen nach Ratifikation des offiziellen Wahlergebnisses, zusammenzukommen
- Erlass präsidialer Dekrete
- Ratifizierung von Todesurteilen
- Oberbefehl über die Streitkräfte für feierliche und ehrenamtliche Zwecke[6]